# Památník písemnictví na Moravě

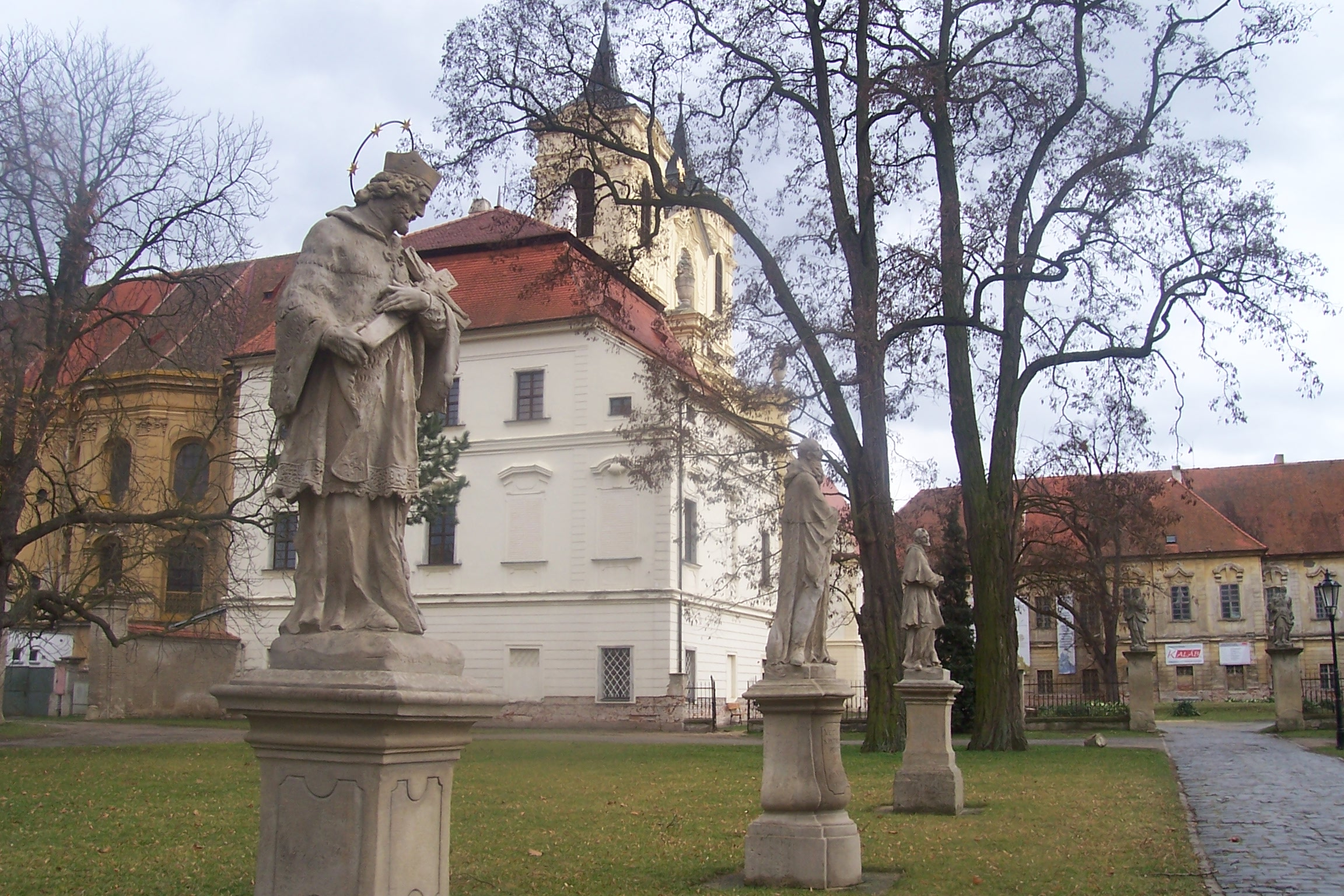
Areál benediktinského opatství v Rajhradě, sídlo Památníku písemnictví na Moravě

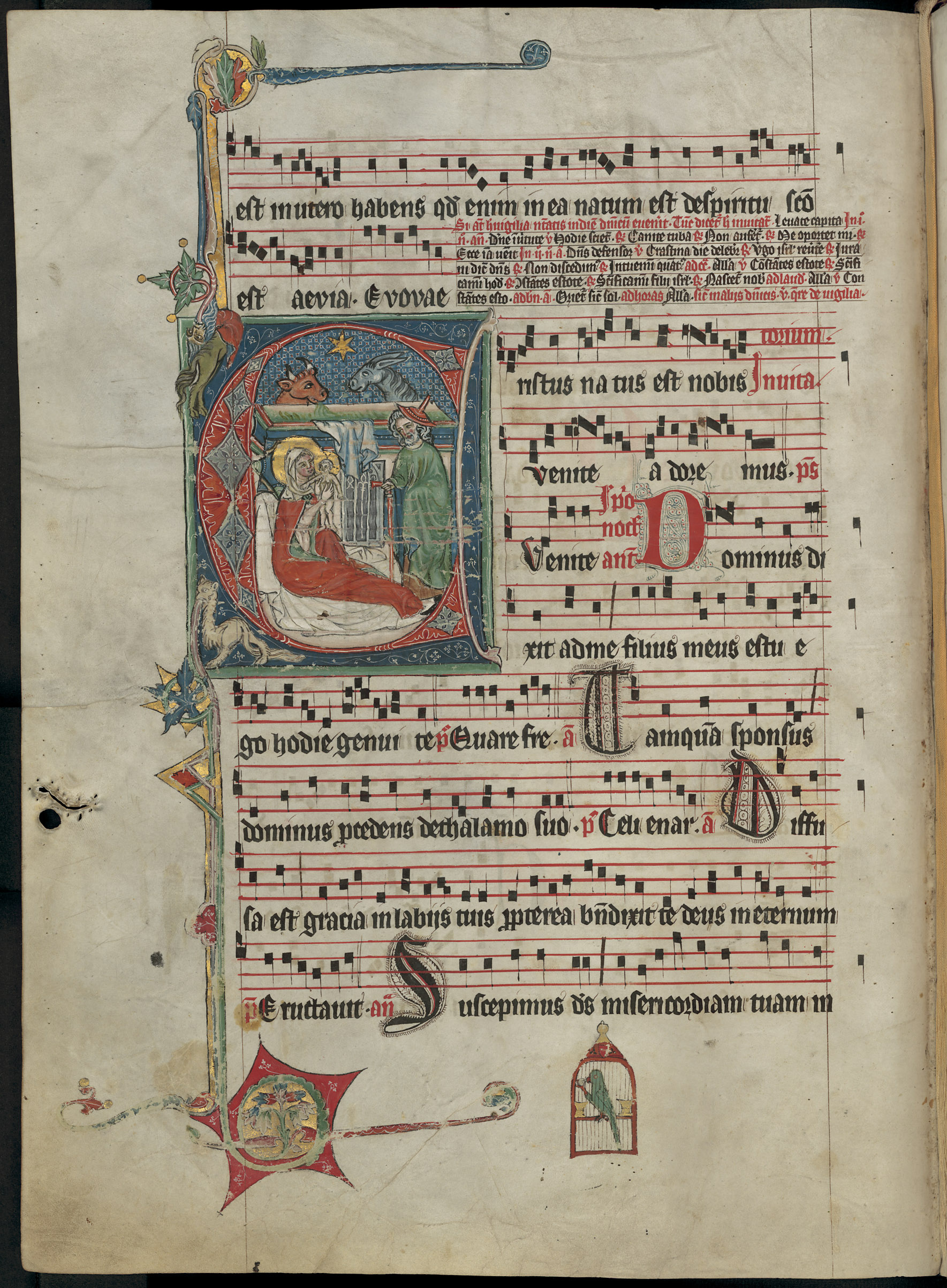
Antifonář Elišky Rejčky z benediktinské knihovny, spravované Památníkem písemnictví na Moravě

Památník písemnictví na Moravě tvoří součást Muzea Brněnska. Je institucí muzejního charakteru, jejíž hlavní náplní je odborná péče o literární či obecněji písemné památky spjaté s moravským prostředím. Vedle sbírkotvorné činnosti tematizuje Památník vybrané literární okruhy prostřednictvím stálých expozic a temporárních výstav. V jeho správě se nachází unikátní knihovna benediktinského opatství v Rajhradě, v jehož areálu Památník sídlí, a také Knihovna Muzea Brněnska.

## Historie

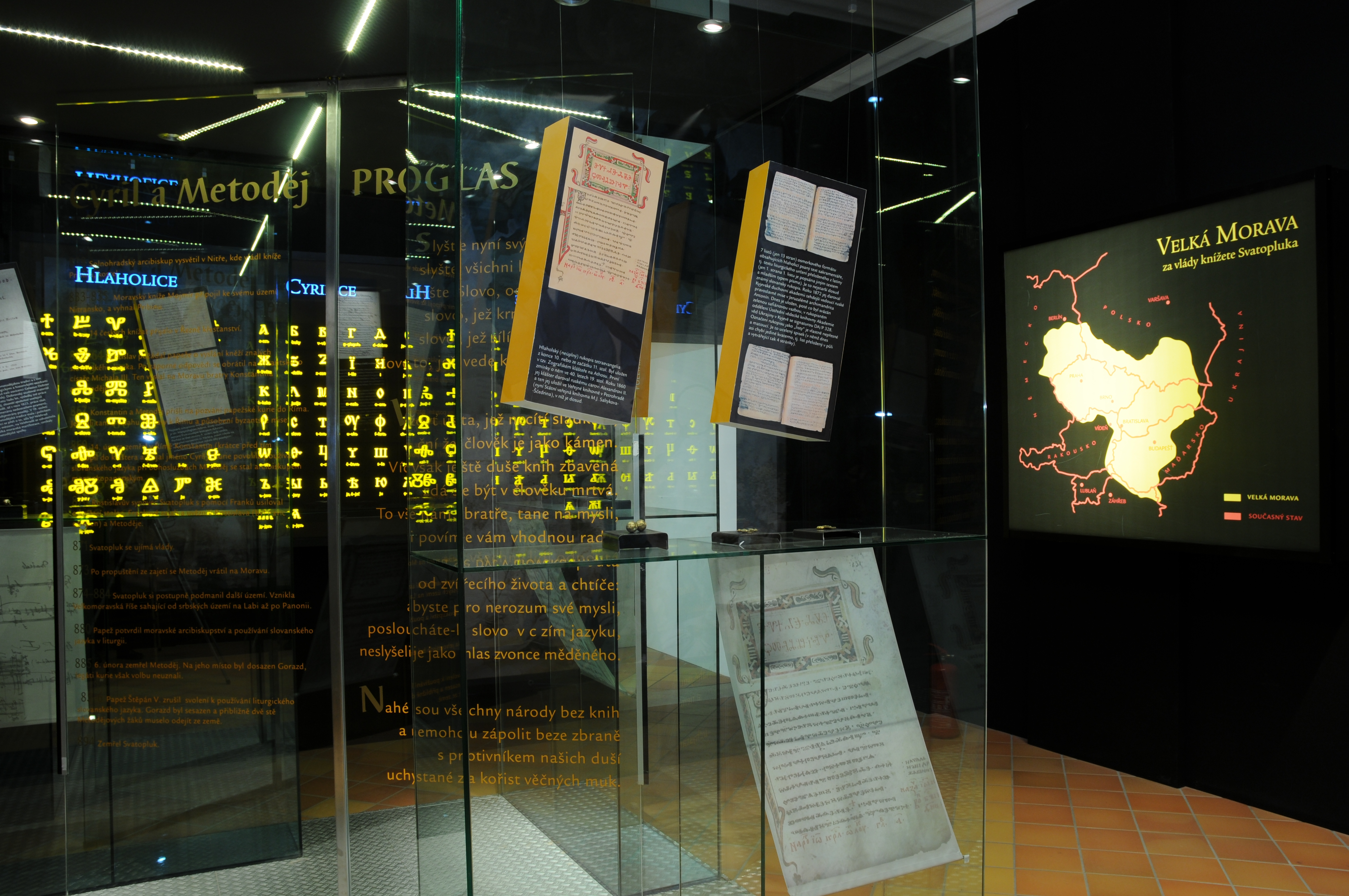
Část stálé expozice Památníku věnovaná Velké Moravě

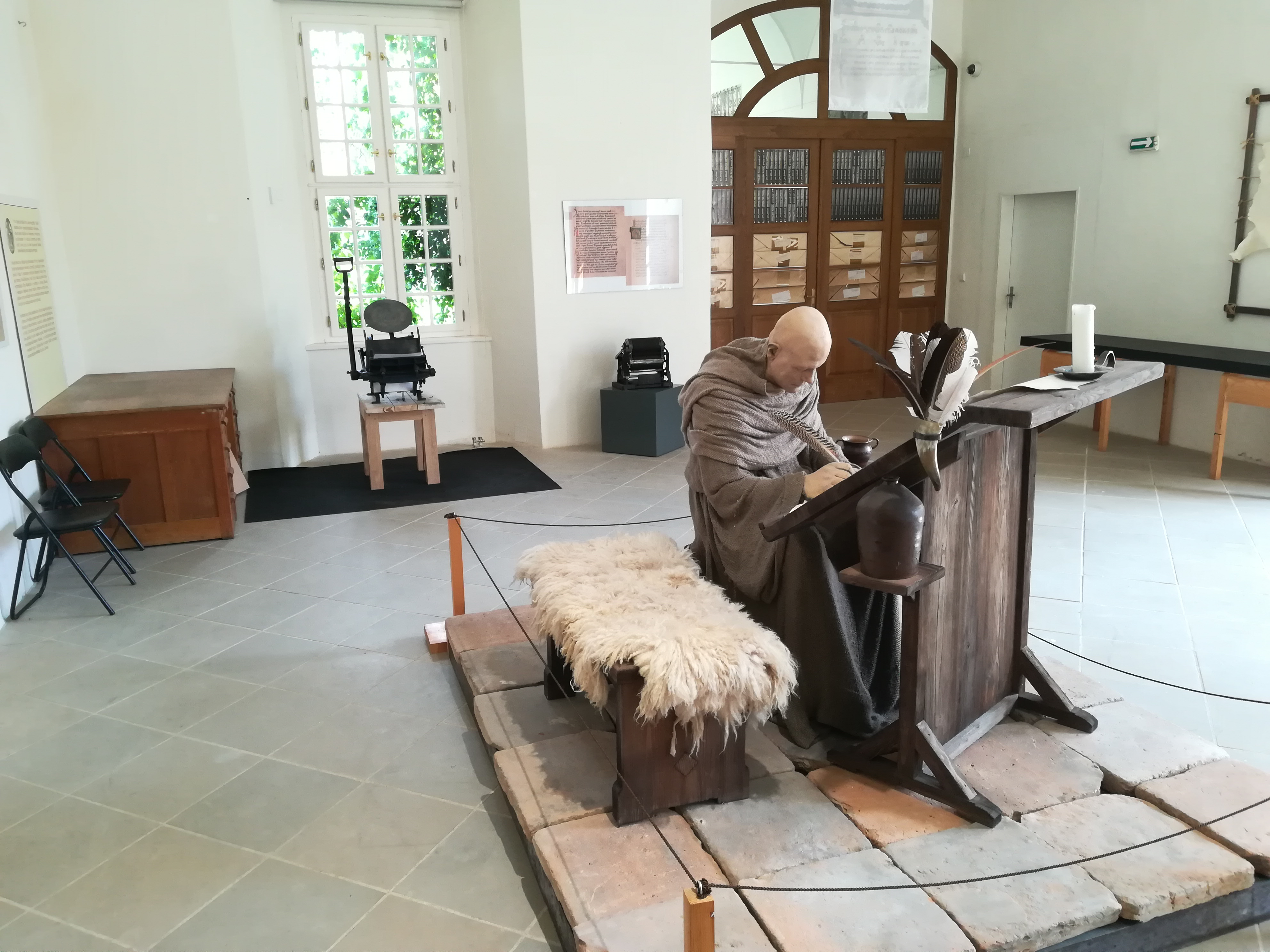
Stálá expozice Středověké skriptorium a historie rajhradského kláštera

Památník vznikl v roce 2005, kdy byla pro veřejnost otevřena první část stálé expozice Moravské písemnictví 19. a 20. století, která byla později (r. 2008) rozšířena o expozici věnovanou starším dějinám moravského písemnictví s tematickými okruhy Velká Morava, Učenost a věda, Domov a exil a Věci veřejné (právní texty 9.-18. století). Již od prvního roku své existence začal Památník pořádat velké profilové výstavy, které tvoří páteř jeho výstavní činnosti.
Přehled hlavních výstav:
- 2005

Jan Zahradníček… Bývalo u mne zotvíráno…
- 2006

Halasové. Otec a syn - proletář a básník. Společná moravská léta Františků Halasů
Jiří Kuběna - šestatřicátník
- 2007

Věra Sládková: jeden příběh, jeden osud
Petr Bezruč a… Antonín Vašek
- 2008

Psali dějiny Moravy. Moravská historiografie
- 2009

Bohumil Hrabal. Brněnské návraty
- 2010

Ludvík Kundera - texty, dokumenty, knihy, obrazy
Rukopisy královny Rejčky
Ex Libris z Moravy
- 2011

Alois a Robert Musilové. Orientalista a romanopisec: paralelní akce
Vedle hlavních tematických či monografických výstav se v Památníku připravují pravidelné výstavní cykly, které představují moravská knižní nakladatelství a kulturní časopisy, např. Host, Doplněk, Opus musicum, Repronis, dále cykly Listování (ukázky z benediktinské knihovny) a Co rok dal (ukázky z přírůstků do muzejních sbírek Památníku). Z krátkodobých výstav lze připomenout např. Ilustrované pohádkové bytosti Josefa Kremláčka (2006), Knižní vazby (2007, ve spolupráci s Ateliérem papíru a knihy FaVU VUT v Brně), Moravští surrealisté ještě žijí (2008), Současná moravská bibliofilie, její tvář a směřování (2008), Maketa Codexu gigantu. Ďáblova bible v rajhradském klášteře (2008), Kamélie mezi knihami (2010, ve spolupráci s NPÚ ÚOP v Brně).

## Sbírky

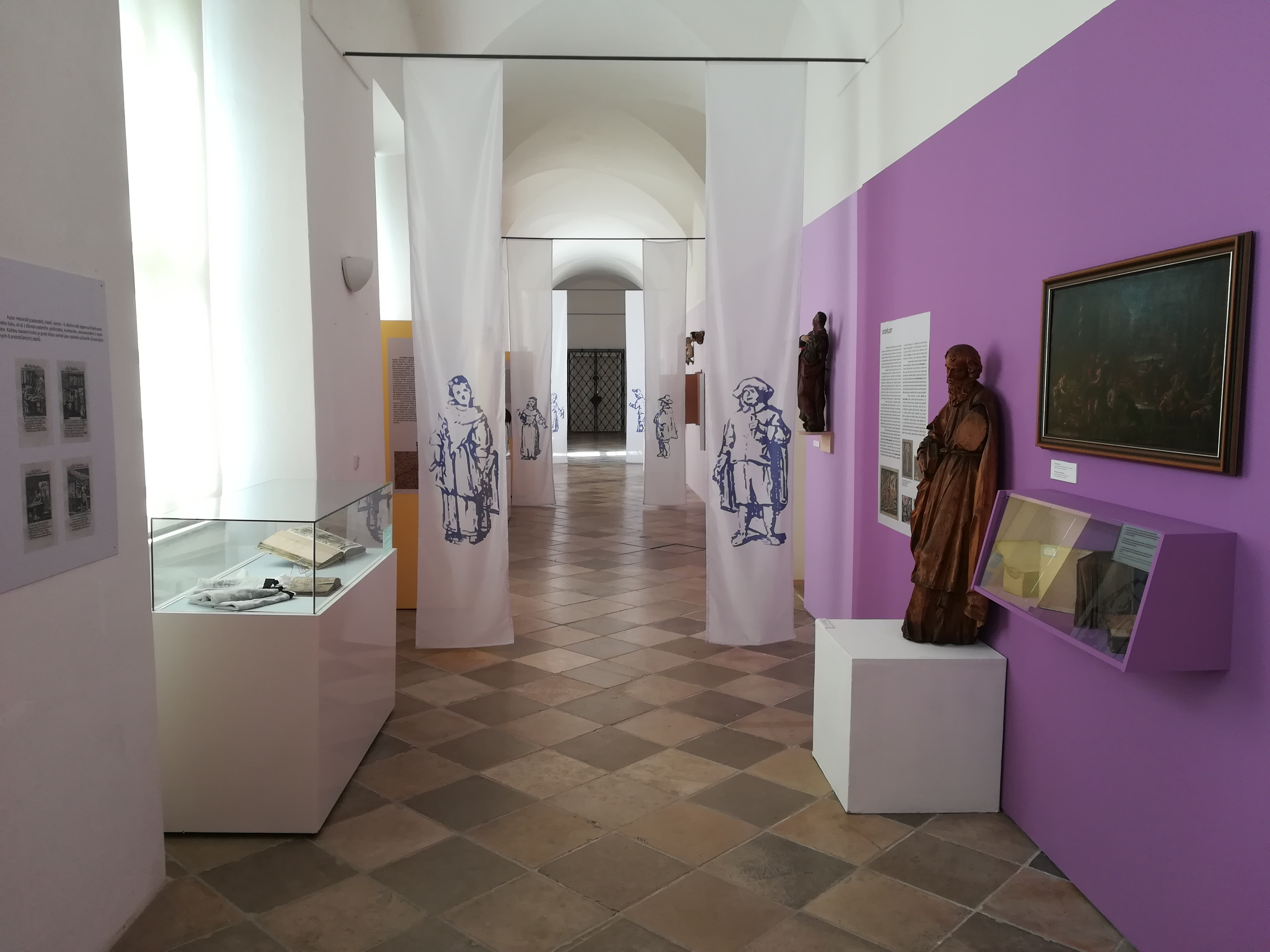
Výstava Člověk na divadle světa (2021)

Jednou z podstatných aktivit Památníku písemnictví na Moravě je sbírkotvorná činnost. Jednotlivé sbírkové předměty jsou zařazovány do pěti podsbírek.
Podsbírka knihy zabírá široké časové období, její součástí jsou např. staré tisky ze 17. století, ale i bibliofilské tisky z 20. stol. nebo signované knihy současných autorů (Radek Malý, Ivo Odehnal, Ostravak Ostravski, Vít Slíva, Zdeněk Volf ad.). Součástí podsbírky jsou také knihy, které jsou vzácné z hlediska výtvarného nebo kulturního a vztahují se k moravským osobnostem, sdružením a institucím (bezručiana, Moravské kolo spisovatelů, nakladatelství Blok ad.). Podsbírka literární archiv obsahuje materiály vážící se k dílu a odkazu literárně činných osobností (Guido Glück, Bohumil Hrabal, František Křelina, Marcela Mikulášková, Hana Pražáková, Richard Schaukal, Jan Skácel, Věra Sládková ad.), ale také doklady o činnosti spolků a sdružení. V podsbírce trojrozměrné předměty jsou zastoupeny hmotné předměty, které se vztahují k literárně činným autorům, popř. institucím (psací stroj Věry Sládkové, šavle středoškolského profesora literatury, busta Inocence Arnošta Bláhy aj.). Stejně tak podsbírka výtvarné umění se zaměřuje na výtvarná díla spjatá s literární Moravou (např. barevné ilustrace Josefa Kremláčka ke knize Jaromíra Tomečka Zastav se na chvíli, velkoformátové černobílé skici Jana Skácela od Františka Navrátila) a podsbírka Ex libris zahrnuje ex libris s moravskou proveniencí nebo tematikou. Vedle pozůstalostí a jiných dokladů činnosti předních literátů a literátek se Památník písemnictví na Moravě zaměřuje také na literaturu stojící mimo hlavní proudy (méně známí autoři, nářeční literatura, německy píšící autoři).

## Aktivity pro veřejnost
Současný literární život na Moravě Památník reflektuje prostřednictvím častých autorských čtení a besed s tvůrci či jejich nakladateli. Od r. 2011 tak činí v rámci pravidelného cyklu StřeDění (besední pořady konané vždy jednu středu uprostřed měsíce). Hosty StřeDění byli např. básník Vít Slíva, historik umění Petr Spielmann či historik Jiří Pernes, v minulosti Památník navštívili také autoři Petr Hruška, Jaroslav Kovanda, Jiří Kuběna nebo Ludvík Kundera, který se aktivně podílel na přípravě výstavy věnované Halasům.
S mladou generací čtenářů a začínajících autorů Památník udržuje kontakt jednak prostřednictvím edukačních programů pro školy, zejména však pořádáním literární soutěže Skrytá paměť Moravy, jíž každoročně předchází cyklus kurzů tvůrčího psaní Krocení literární múzy. Poprvé soutěž proběhla v r. 2006, pro každý následující ročník bylo vždy zvoleno jednotící téma: Skrytá paměť Moravy, Sousedé, Cesta do světa, Z rodinné kroniky, Cizinec. Pro seniorské návštěvníky je připraven cyklus vzdělávacích programů Rendez-Vous o desáté, pro široké spektrum návštěvníků jsou pak určeny pravidelné jarní a podzimní přednáškové cykly.
Vedle sbírkových katalogů určených odborné veřejnosti a katalogů k hlavním výstavám vydává Památník s měsíční periodicitou informační zpravodaj nazvaný Literka, z nějž mohou zájemci z řad veřejnosti získat přehled o aktuálním dění v Památníku, případně do něj sami přispívat. Dalším informačním výstupem je bulletin Libri de Bibliotheca nostra, v němž jsou pravidelně uveřejňovány tematické přehledy přírůstků do knihovny Muzea Brněnska.

## Knihovna Benediktinského opatství v Rajhradě

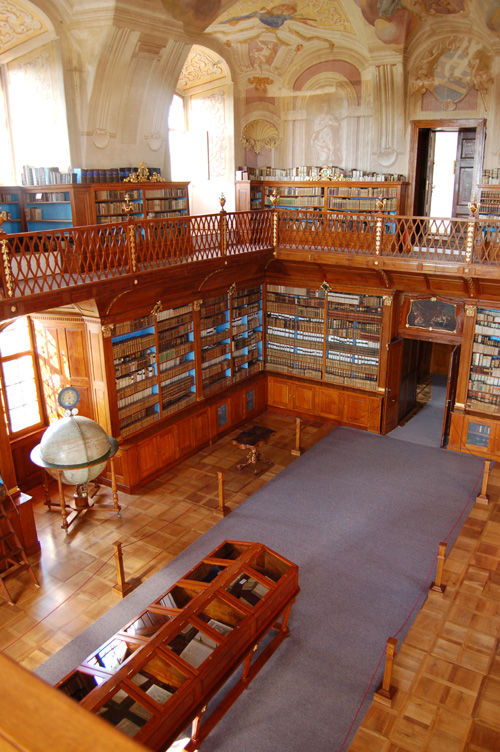
Historický sál rajhradské knihovny

Od r. 2006 Památník spravuje a postupně zpřístupňuje historickou knihovnu rajhradského benediktinského kláštera, která patří k největším klášterním knihovnám na území ČR. Její fondy tvoří 65.000 svazků rukopisů, prvotisků, starých tisků z 16. – 19. století, včetně dobových periodik. Nejstarší knihou je Martyrologium Adonis, kterou sepsal francouzský biskup Ado na počátku 10. století. K nejcennějším svazkům se řadí také dva rukopisy královny Elišky Rejčky z počátku 14. století, určené původně pro ženský cisterciácký klášter na Starém Brně, nebo breviář probošta Vítka z roku 1324, obsahující iluminace připisované Mistru Theodorikovi. V knihovním fondu je dnes 155 prvotisků ve 126 svazcích, původní sbírka byla přitom dvojnásobná, ale v první polovině 20. století bylo mnoho prvotisků prodáno, protože klášter potřeboval finanční prostředky.
V rámci přestavby kláštera do současné barokní podoby na počátku 18. století podle návrhu Jana Blažeje Santini-Aichla, získala knihovna reprezentativní sál, na jehož výzdobu byl získán přední brněnský malíř své doby Jan Jiří Etgens. V nedávné době prošel historický sál knihovny kompletní rekonstrukcí a je přístupný veřejnosti. Knihovní fondy jsou průběžně zpracovávány a zpřístupňovány prostřednictvím elektronického katalogu, badatelům je k dispozici také digitalizovaný lístkový katalog a samostatný lístkový katalog periodik. Řada cenných rukopisů byla zdigitalizována a zpřístupněna v rámci projektu Memoria mundi.

## Knihovna Muzea Brněnska
V Památníku písemnictví sídlí rovněž Knihovna Muzea Brněnska, která spravuje fondy muzejní knihovny a poskytuje knihovnický servis jednotlivým pobočkám Muzea Brněnska. Fondy centrální knihovny obsahují tituly především z historické, archeologické, uměnovědné a regionální literatury. Památník písemnictví rozšiřuje tyto fondy zejména o literární produkci autorů spjatých s Moravou, bibliofilské tisky a signované exempláře. Knihy z muzejní knihovny, sbírkové knihovny Památníku a benediktinské knihovny lze studovat prezenčně v badatelně Památníku.

## Klub přátel Památníku
V září roku 2007 vzniklo při Památníku volné sdružení složené z častých návštěvníků, aktivních podporovatelů či vzdálenějších sympatizantů, nesoucí název Klub přátel. Smyslem Klubu je vedle pravidelného setkávání členů na akcích Památníku pořádání tematických výletů a workshopů. Prvním členem Klubu se stal básník, dramatik, překladatel a literární historik Ludvík Kundera.